# Helmut Zöpfl

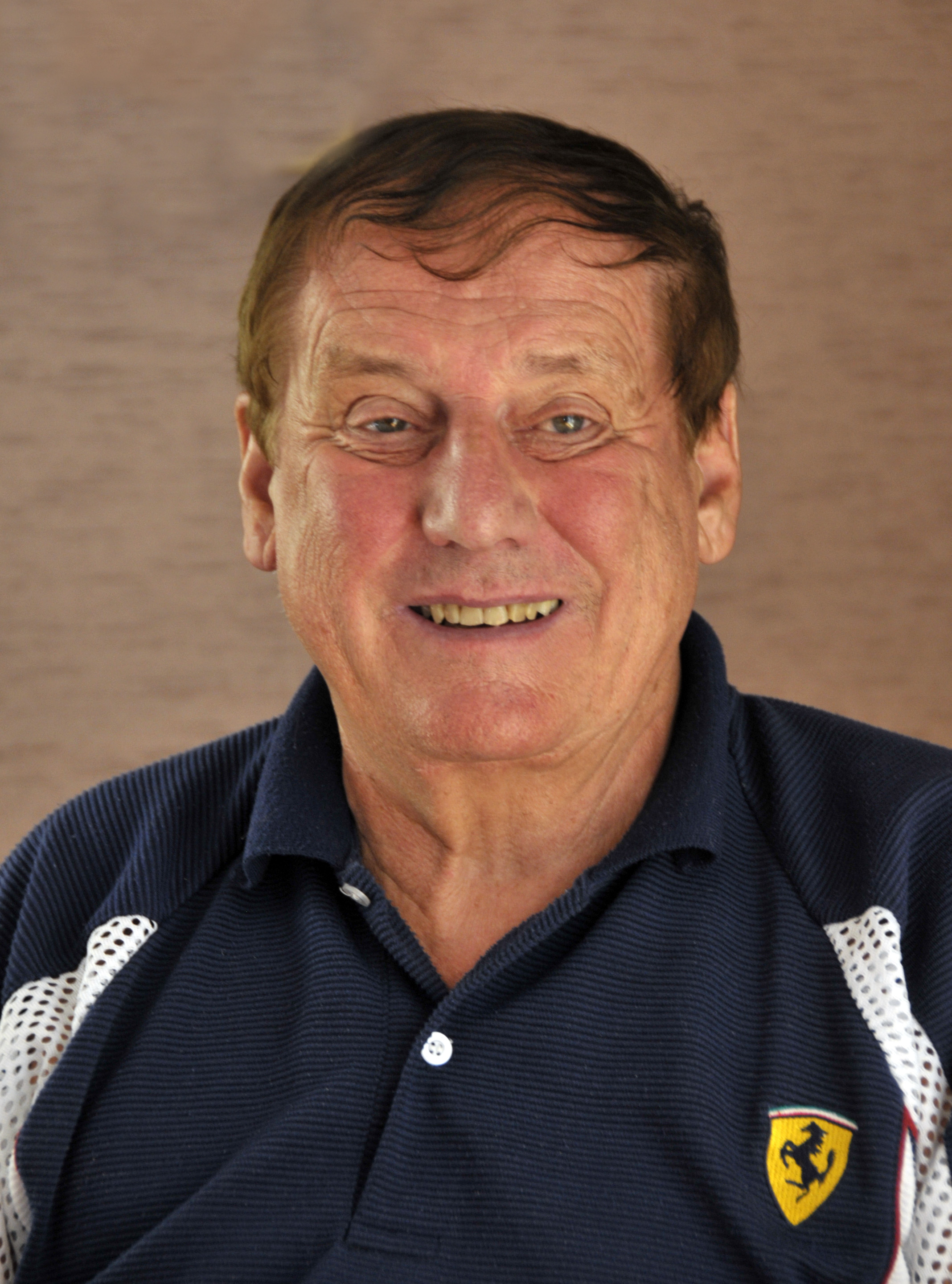
Helmut Zöpfl 2009

Helmut Zöpfl (* 25. November 1937 in München) ist ein deutscher Pädagoge und Professor der Schulpädagogik, der auch als Autor Schöner Literatur bekannt wurde.

## Werdegang
Zöpfl wuchs in Erding als Einzelkind auf. Er studierte Klassische Philologie, Philosophie, katholische Theologie und promovierte 1963 in München mit dem Thema „Der Tod im Phänomen der Bildung und Erziehung“ zum Doktor der Pädagogik. 1970 habilitierte er zum „Naturbegriff in seiner Bedeutung für die Pädagogik“. Von 1971 bis zu seiner Emeritierung 2003 war er Ordentlicher Professor an der Ludwig-Maximilian-Universität München am Lehrstuhl für Schulpädagogik. Von 1973 bis 1976 hatte er eine Gastprofessur an der Universität Salzburg inne. Von 1975 bis 1978 war er Vertreter des Lehrstuhls Schulpädagogik an der Gesamthochschule Eichstätt. 1998 begann er zusätzlich ein naturwissenschaftliches Studium, das er 2002 mit der Promotion im Fach Biologie (Dr. rer. nat.) magna cum laude abgeschlossen hat.
Sehr bekannt ist er in der Öffentlichkeit auch als Verfasser zahlreicher Bücher sowie als bairischer Mundartdichter.

## Zitate
„Ich nehme wirklich alle Richtungen, auch den Atheismus, sehr ernst, wenn er nicht dümmlich wird, das heißt, wenn er nicht intolerant ist, sondern wenn er sich mit offenen Fragen auseinandersetzt. Und es gibt so viele offene Fragen, die weder der Naturwissenschaftler noch der Theologe beantworten kann.“

„Das ist für mich eine wichtige Feststellung, dass unser Verstand nur ein begrenzter ist, und ich hab' nichts so dick wie Leute, die meinen, sie sind so gescheit, dass sie den anderen überhaupt nicht mehr anhören müssen.“

## Auszeichnungen
- 1978: Schwabinger Kunstpreis
- 1979: Bayerischer Poetentaler der Münchner Turmschreiber
- 1986: Bundesverdienstkreuz am Bande
- 1990: Sigi-Sommer-Preis
- 1992: Gotteszeller Heimat- und Kulturpreis
- 1993: Bayerischer Verdienstorden
- 1995: Oberbayerischer Kulturpreis
- 1996: Pasinger Kunstpreis
- 1998: Bayerischer Löwe für Brauchtumspflege
- 1998: Fritz-Betzwieser-Kulturpreis
- 1998: Ehrendoktor der Lateranuniversität (Dr. theol. et Dr. scient. patr. h. c.)
- 2000: Ludwigspreis
- 2008: Ehrendoktor der Universität Moskau (Dr. paed. et ling. h. c.)
- 2017: Waldschmidt-Preis
- 2021: Deutscher Schulbuchpreis
- 2022: Bayerischer Verfassungsorden[5]

## Veröffentlichungen
- Geh weiter, Zeit, bleib steh! Rosenheimer-Verlag Förg, Rosenheim 1970, ISBN 3-475-52188-1.
- Zum Gsundlachen. Rosenheimer-Verlag Förg, Rosenheim 1974.
- Aber lebn, des möcht i bloß in Bayern. Rosenheimer-Verlag Förg, Rosenheim 1979.
- Grund zur Freude. Herbig-Verlag, München 1981.
- Es geht scho aufwärts.Rosenheimer Verlag,  Rosenheim 1983, ISBN 3-475-52409-0.
- Bloß net aus der Ruah bringa lassn. 4. Auflage. Rosenheimer-Verlag, Rosenheim 1985, ISBN 3-475-52339-6.
- Alfons Igerl mach bloß keine Gschichtn nicht! 2. Auflage. Ludwig-Verlag, Pfaffenhofen 1986, ISBN 3-7787-3286-2.
- Bayerische Messe, Textvertonung von Paul Schmotz, Bearbeitung von Thomas Schmid, TeBiTo 33.
- Komm, lach halt wieder. Rosenheimer-Verlag, Rosenheim 1994.
- Laß dir Zeit. Rosenheimer-Verlag, Rosenheim 1994.
- Dem Leben einen Sinn geben. Rosenheimer-Verlag, Rosenheim 1996.
- Zöpfls heiteres Geschichtenbuch. Rosenheimer-Verlag, Rosenheim 1996.
- Der kleine König. Rosenheimer-Verlag, Rosenheim 1996, ISBN 3-475-52859-2.
- Wolkenlos heiter. Rosenheimer-Verlag, Rosenheim 1997, ISBN 3-475-52886-X.
- Mensch ärgere dich nicht. 2. Auflage. Herbig-Verlag, München 2002, ISBN 3-7766-2066-8.
- Zöpfls Weihnachtsbuch. Rosenheimer-Verlag, Rosenheim 2002.
- Klassentreffen – Erinnerungen aus meiner Kindheit. Rosenheimer-Verlag, Rosenheim 2007.
- Naturwissenschaft und Glaube. Auswirkungen auf ein modernes Biologieverständnis. 2. Auflage. Sankt Michaelsbund, München 2008, ISBN 978-3-920821-50-4.
- Tiere kommen in den Himmel. Rosenheimer-Verlag, Rosenheim 2012, ISBN 978-3-475-54130-8.
- Lebn und lebn lassen: Lustige Szenen und Episoden aus Bayern. SüdOst-Verlag, Regenstauf 2016, ISBN 978-3-86646-759-0.
- ... und der Himmel lacht dazu: Humor rund um den Kirchturm (mit P. Walter Rupp). St.-Benno-Verlag, Leipzig 2017, ISBN 978-3-7462-5059-5.
- Psst ... streng vertraulich: Postfaktisches über einen Freistaat. SüdOst-Verlag, Regenstauf 2017, ISBN 978-3-86646-791-0.
- Zurückbleiben, bitte!: Warum sich an unseren Schulen schnellstens etwas ändern muss (mit Mathias Petry). SüdOst-Verlag, Regenstauf 2017, ISBN 978-3-86646-792-7.
- Unfassbar heißt nicht unglaublich. Glaube und Naturwissenschaft auf den Punkt gebracht. St.-Benno-Verlag, Leipzig 2021, ISBN 978-3-7462-5935-2.
- Die neuen Abenteuer des kleinen Prinzen. St.-Benno-Verlag, Leipzig 2024, ISBN 978-3-7462-6544-5.